# 科菲迪施
科菲迪施是奥地利布尔根兰州上瓦特县的一个市镇。总面积31.34平方公里，总人口1472人，人口密度47.0人/平方公里（2001年）。